# Járnviðr

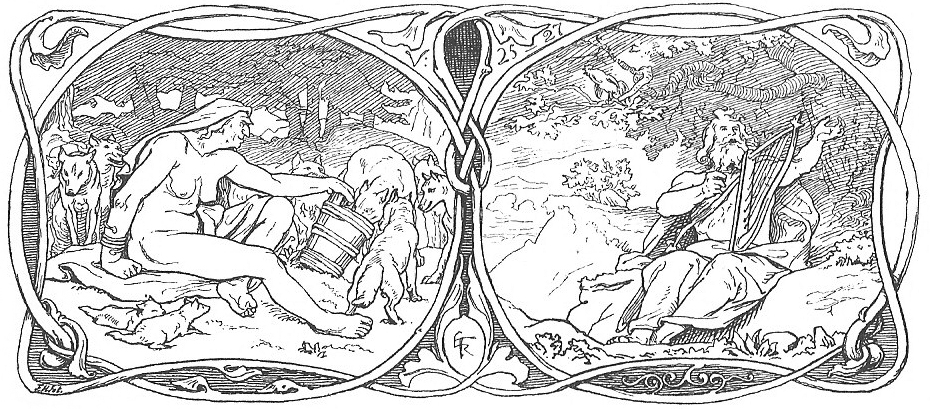
Ilustración para la parte correspondiente a La profecía de la vidente de la traducción danesa de Karl Gjellerup de los Edda (Den ældre Eddas Gudesange, 1895): una giganta alimentando lobos, y Eggthér tocando el arpa mientras el gallo Fjalar anuncia el comienzo del Ragnarök.

Járnviðr o Járnvid (del nórdico antiguo: Bosque de Hierro) es un bosque en la mitología nórdica, habitado por mujeres trolls o jotuns femeninos y lobos gigantes. Járnviðr se cita en la Edda poética, compilada en el siglo XIII de otras fuentes tradicionales antiguas, y la Edda prosaica, escritas por el escaldo islandés Snorri Sturluson.

## Edda poética
Járnvid se menciona en Völuspá (40):
en el este había una mujer vieja en el Bosque de Hierro
y nutriendo allí los hijos de Fenrir
en particular uno de monstruosa figura
será el ladrón de la luna

—Völuspá
Aquel que será "el ladrón de la luna" es Mánagarmr (o Hati), y la "mujer vieja" puede referirse a la madre de Fenrir, Angrboða.

## Edda prosaica
Snorri Sturluson cita esta estrofa ampliándola en su Gylfaginning (12):
Una bruja habita al este de Midgard, en el bosque llamado de Hierro: en ese bosque habitan mujeres trolls, que se las conoce como las mujeres del bosque de hierro [járnviðjur]. La vieja bruja tiene a muchos gigantes como hijos, y todos con forma de lobos: y de esa fuente los lobos surgieron. El refrán dice así: de esta carrera vendrá uno que será el más poderoso de todos, el que es llamado cazador de la Luna [Mánagarmr], que se llenará con la carne de aquellos hombres que mueren, y que tragará a la luna.

—Gylfaginning
La forma "Járnviðjur" se encuentra en singular, Járnviðja, en el þulur como esposa-troll, y en el Háleygjatal del escaldo Eyvind Skáldaspillir (2), que se refiere a la diosa Skaði.